# إسحاق بلاكفورد
إسحاق بلاكفورد (بالإنجليزية: Isaac Blackford)‏ (و. 1786 – 1859 م)هو محامي، وقاضي من الولايات المتحدة الأمريكية .
وهو عضو في الحزب الجمهوري الديمقراطي .

## التعليم
تعلم في جامعة برنستون.